# Autoput A11
Die Autoput A11, auch Autoput Pančevo–Batajnica genannt, ist eine geplante Autobahn nördlich von Belgrad in Serbien. Sie soll bei der Stadt Pančevo an der geplante Autoput A9 beginnen und in westlicher Richtung über Borča bis nach Batajnica zu der Autoput A1 verlaufen. Die Autobahn soll 38 km lang werden. Nach der Verordnung über die Klassifizierung der Nationalstraßen am 12. Oktober 2023 hat die Autobahn die Nummer A11 erhalten.

## Planung
Die Autobahn soll als Sektor D des Belgrader Autobahnrings (Obilaznica oko Beograda) realisiert werden. Die Kosten der Autobahn werden auf 1,2 Milliarden Dinar geschätzt.